# Abbó de Provença
Abbó o Abó (llatí Abo o Abbo, francès Abbon) o Abbó de Provença (nascut potser vers 685 i va fer testament el 5 de maig de 739. Fou un patrici borgonyó (a vegades considerat franc però podria ser gal·loromà) cap dels lleials a Carles Martell i oposat al rebel duc Mauront de Marsella aliat als sarraïns de Yússuf ibn Abd-ar-Rahman al-Fihrí. Pertanyia a la família de Waldelè (Waldelenus) de Visontio (Besançon) i el Vienès, la qual controlava els passos pels Alps cap a Itàlia a Susa, Embrun i Gap. Era fill d'un dels principals terratinents de Borgonya. La seva residència era un castell proper a Viena del Delfinat.
El seu nom Ab(b)o, era aparentment germànic, però pot ser l'hipocorístic del vell nom gal Abolenus-Abelonius. Aquestes formes abreviades no són sempre clares. En tots els casos Abbó és considerat com un aliat gal·loromà pels francs. Fou rector de la Mauriena i de Susa i patrici del Vienès el 722. Carles Martell per recompensar els seus serveis el va fer duc de Provença el 732. Abbó va fundar l'abadia de la Novalaise el 726, a la qual va deixar una gran part del seu immens heretatge el 739. Fou el darrer patrici de Provença.

## Orígens
.

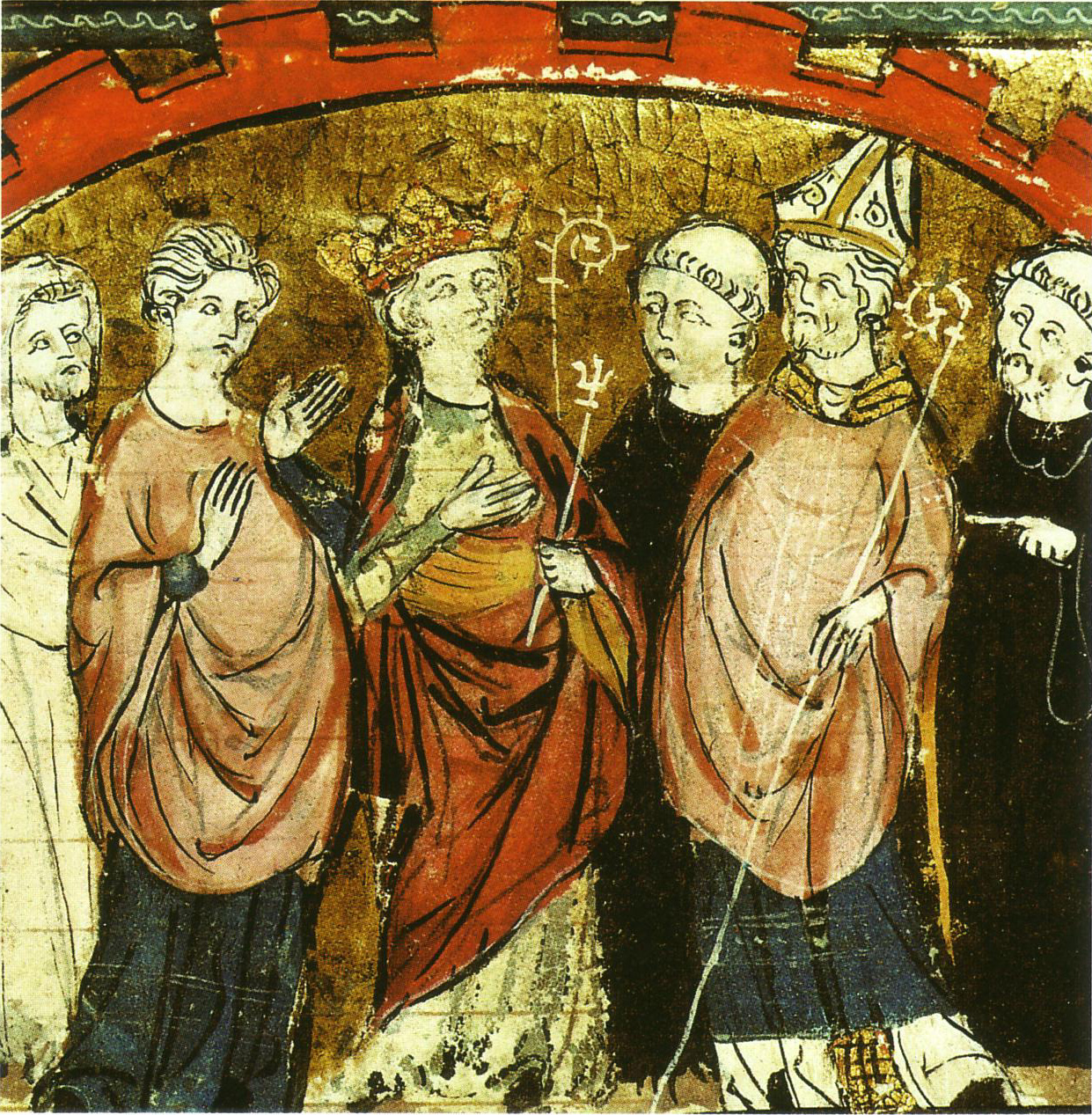
Dagobert rep el regne Franc dels bisbes i els grans de Burgúndia. Entre ells estaven certament representats els membres de la molt poderosa família dels Abbó

Abbó és procedent de la família de Waldelenus, dit també de Waldelè de Besançon. Aquest era el fill de Magnacar (vers 506- 565), un alamà aliat dels francs, duc del pagi d'Avènticum. Tenia un germà, Giuccio, i una germana, Marcatruda, reina de Borgonya, pel seu matrimoni amb el rei Guntram. Aquesta germana fou tancada amb monges arlesianes al monestir de Sant Joan, el 567, després del tenir un nen nascut mort.
Waldelè dels Francs transjurans (vers 531- 610) fou patrici de Burgúndia i majordom de palau d'Austràsia el 581. Va fundar el monestir de Luxeuil.
L'esposa de Waldelè, Èlia Flàvia (Aelia Flavia), era una noble gal·loromana Era potser descendent del procònsul Fèlix Ennodi i del costat matern de Siagri.
Waldelè i Èlia Flàvia van tenir quatre fills: 
- Donat de Besançon,[6] monjo al monestir de Luxeuil i bisbe de Besançon.

- Felix Cramnelè (Felix Chramnelenus), duc, restaurador de l'abacial de Romainmôtier de 630 a 642 i conservador del monestir de Luxeuil. Va fundar el monestir de Baulmes el 952. Félix Chramnelenus va combatre amb altres dotze ducs a Gascunya el 632 i 633. També va lluitar al costat de Flacoald (Flaochad), majordom del palau de Borgonya (642-643) contra Willibad, patrici del comtat de Viena (Vienès) del 639 a 642.

- ? Un altre Cramnelè (Chramnelenus) és citat el 676, com a bisbe d'Embrun.[7]

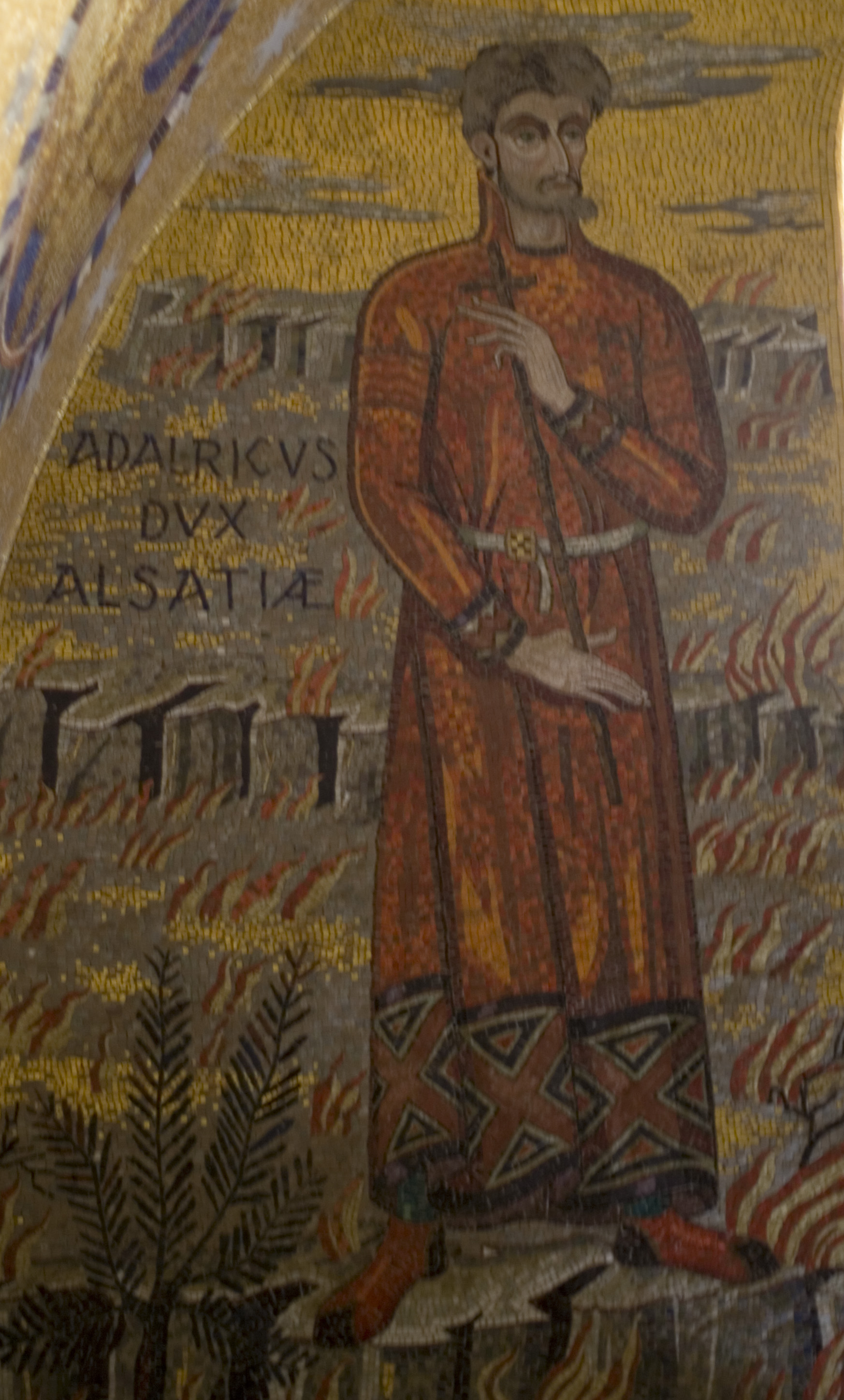
Eticó Adalric d'Alsàcia era el rebesnet de Waldelenus i, per tant, un parent d'Abó.

- Aquilina del Jura, fundadora de l'abadia de Bèze l'any 616, segons Mabillon, i el 630, segons Charles Le Cointe, sota l'advocació de sant Pere, amb Amalgar de Dijon, duc del palau del rei d'Austràsia. Són a l'origen també d'un convent a Bregille. El 630, el rei Dagobert I a Saint-Jean-de-Losne va donar l'ordre d'assassinar Brodulf, oncle del seu germà Kharibert. L'homicidi fou executat pels ducs Amalgar de Dijon i Arnebert i pel patrici Willibad. Dotze anys més tard Amalgar combatia junt amb el seu cunyat Fèlix Cramnelè contra aquest Willibad, que va morir en una batalla. Aquilina va deixar dos fills:
  - Waltlalè, monjo de Luxeuil, on fou el primer abat, i on va establir la Regla de sant Columbà, reemplaçada més tard per la de Sant Benet.
  - Adalric, duc del pagus Attoariensis fou segons les darreres investigacions el pare d'Eticó I (Eticó Adalric d'Alsació).
- Siruda, que fou religiosa al monestir de dones creat per la seva mare[8]

Abbó, nascut aproximadament un segle més tard que els fills de Waldelenus i d'Aelia Flavia, fou el fill de:
- Fèlix de la Gens Abbo, un gran terratinent burgundi,[9] del qual el seu fill Abbó diu al seu testament que era bisbe de Torí i estava casat amb Rústica.

Abbo, Abo o Abbon, pot semblar un nom germànic, però no ho és tant segur que sigui així. Pot ser en efecte un hipocorístic del gal Abelonius. Hi va haver un Abbó comte de Viena el 831. Félix, el seu pare, emparentat amb el clan dels Waldelenus fou més aviat un bon aristòcrata de soca gal·loromana a conseqüència d'aquest nom, que un burgundi, fins i tot fortament romanitzat. Aquest patronímic és potser també un diminutiu d'Ebraldus-Ebrardus.
Abbó fou el net de Marró i de Dodina. Sempre gràcies al seu testament se sap que era el nebot de:
- Vualquí (Vualchinus) o Valquí, bisbe d'Embrun (735-740), i abat del monestir de la Novalaise.[10]

- Simforià, bisbe de Gap, qui fou el seu tutor, sent deposat per homes "méchans" (de la Meca?)

- Dodó casat amb Godana

- Eptolena, mare d'Honorada.

## Biografia

### Un patrice del Vienès

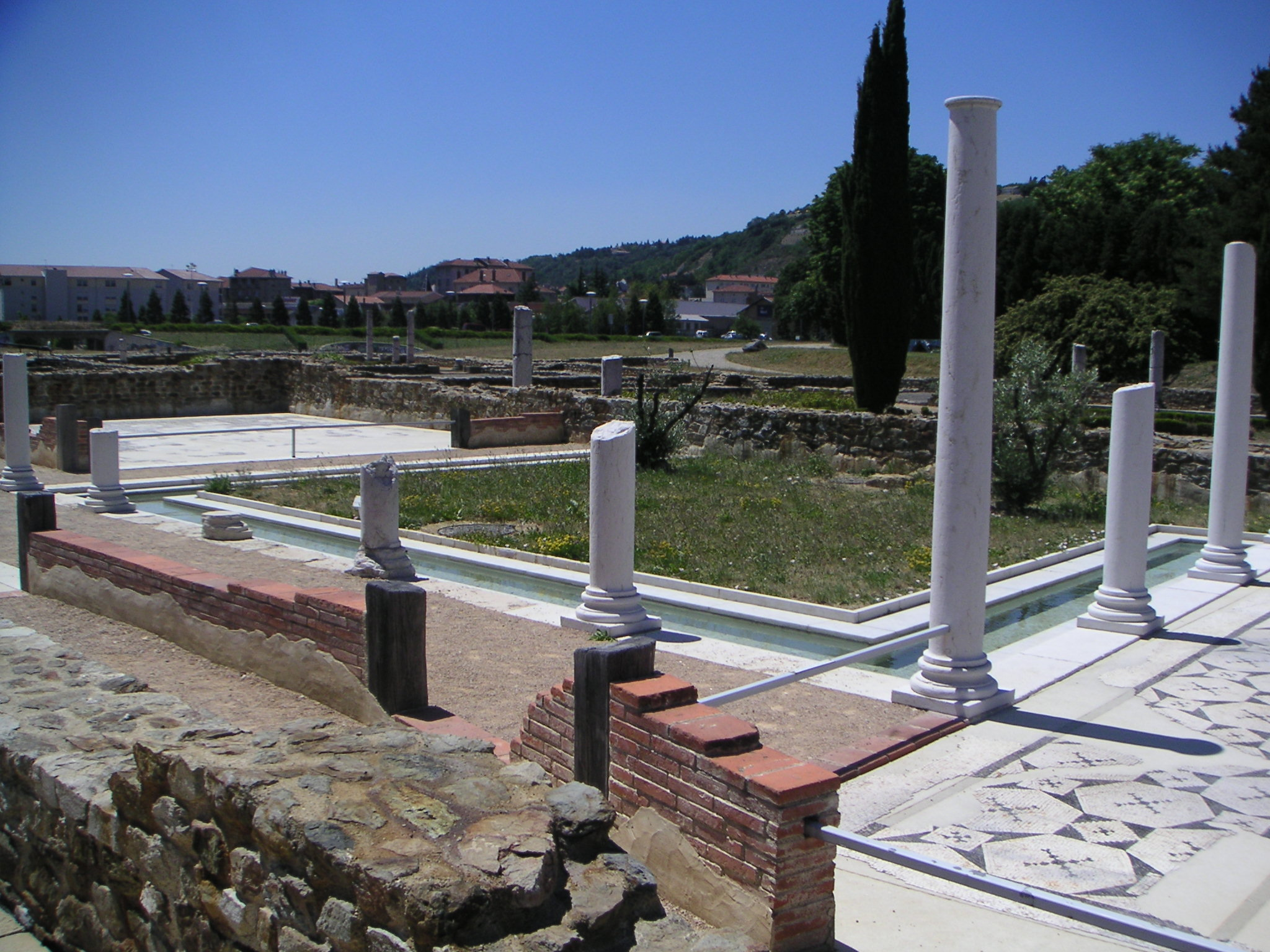
Ruïnes gal·loromanes a Viena, on vivia Abbó.

El seu pare fou un dels majors terratinents que hagin existit als Alps, ja que posseïa una sèrie gairebé ininterrompuda de dominis de Marsella a Grenoble. Abbó fou rector de Mauriena i de Susa des de 722. La seva família dominava els passos alpins de Susa, Briançon, Embrun, i Gap. Fou revestit de la dignitat de patrici del Vienès per Carles Martell, príncep dels francs, i va succeeir a Agnari que exercia aquest càrrec el 722. Els patricis de Viena governaven tots els països entre el Roine, el Durance i els Alps Penins, o en altres paraules les tres antigues províncies gallo-romaines sotmeses a l'autoritat primatiale de l'església metropolitana de Viena.
Aquest patrici va tenir la seva residència ordinària en una de les fortaleses que dominen l'antiga ciutat de Viena. Una majoria d'autors li diuen patrici romà, altres patrici franc. Els Francs, molt poc nombrosos i sovint poc cultivats havien de valer-se de gal·loromans o estrangers a dignitats importants. Lupus, del qual parla el germà Fortanat, el seu parent Fèlix Cramnelè, del qual parla Fredegari, l'atenenc Gelsus, un Amatus, un Eunius Mummolus, del qual parla Gregori de Tours, i Abbó en són alguns exemples, entre d'altres.

### Charles Martel (733)

#### La invasió musulmana

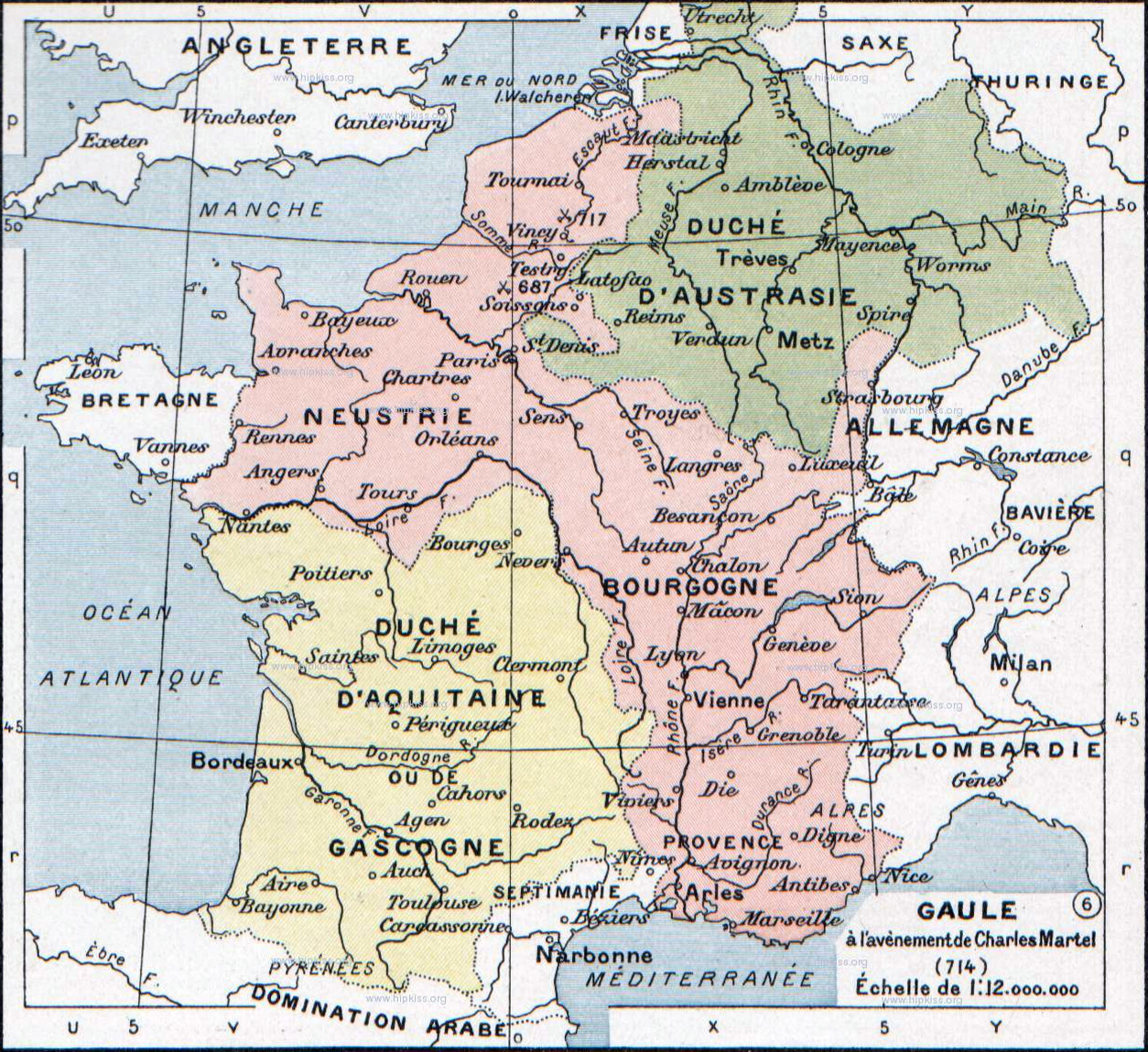
El Vienès reagrupa els territoris de Borgonya d'aquell temps que van del sud del Roine als límits de Provença (al nord del riu Durance) i a l'est fins al regne dels Longobards.

Vers la meitat dels anys 710, alguns trastorns són assenyalats a Provença occidental que es fan eco d'una revolta conduïda pel patrici Antenor contra el poder franc de Pipí d'Héristal, i després de Carles Martell, revolta que s'acompanya d'espoliacions de béns eclesiàstics.
El perill venia sobretot dels aliats d'aquests rebels, els sarraïns, que s'aventuraren cap a la vall del Roine, fins a Autun (725).
La gran irrupció dels moros va forçar a Abbó a refugiar-se a Susa, amb molts refugiats. En aquesta ciutat que depenia llavors del bisbe de Sant Joan de la Mauriena, va estipular la fundació de l'abadia de la Novalaise (Novaliciensis) el 726.

#### La fundació de l'abadia de la Novalaise el 726
Aquesta abadia fou fundada el 30 de gener del 726, als peus del Mont Cenis, per Abbó, aleshores rector de la Mauriena i de Susa, patrici del Vienès. Fou construïda sobre la Via Francigena, l'antic camí de 1.700|km del pelegrinatge de Roma que portava de Canterbury, (capital de l'església d'Anglaterra), a la tomba de Sant Pere, a la Basílica de Sant Pere de  la ciutat del del Vaticà, a Roma.
La rica abadia dedicada als sants Pere i Andrea coneixerà un gran renom durant l'època carolíngia, quan acollirà més de cinc-cents monjos. Des del començament fou dotada de nombroses terres a la Mauriena i a la vall de Susa. La Novalaise va atreure als venedors i als pelegrins en detriment del Montginebre. Fou també al principi un lloc de refugi per a cristians amenaçats pels sarraïns i la guerra que feia furor a l'oest del Piemont.

#### La rebel·lió de Mauront (733)

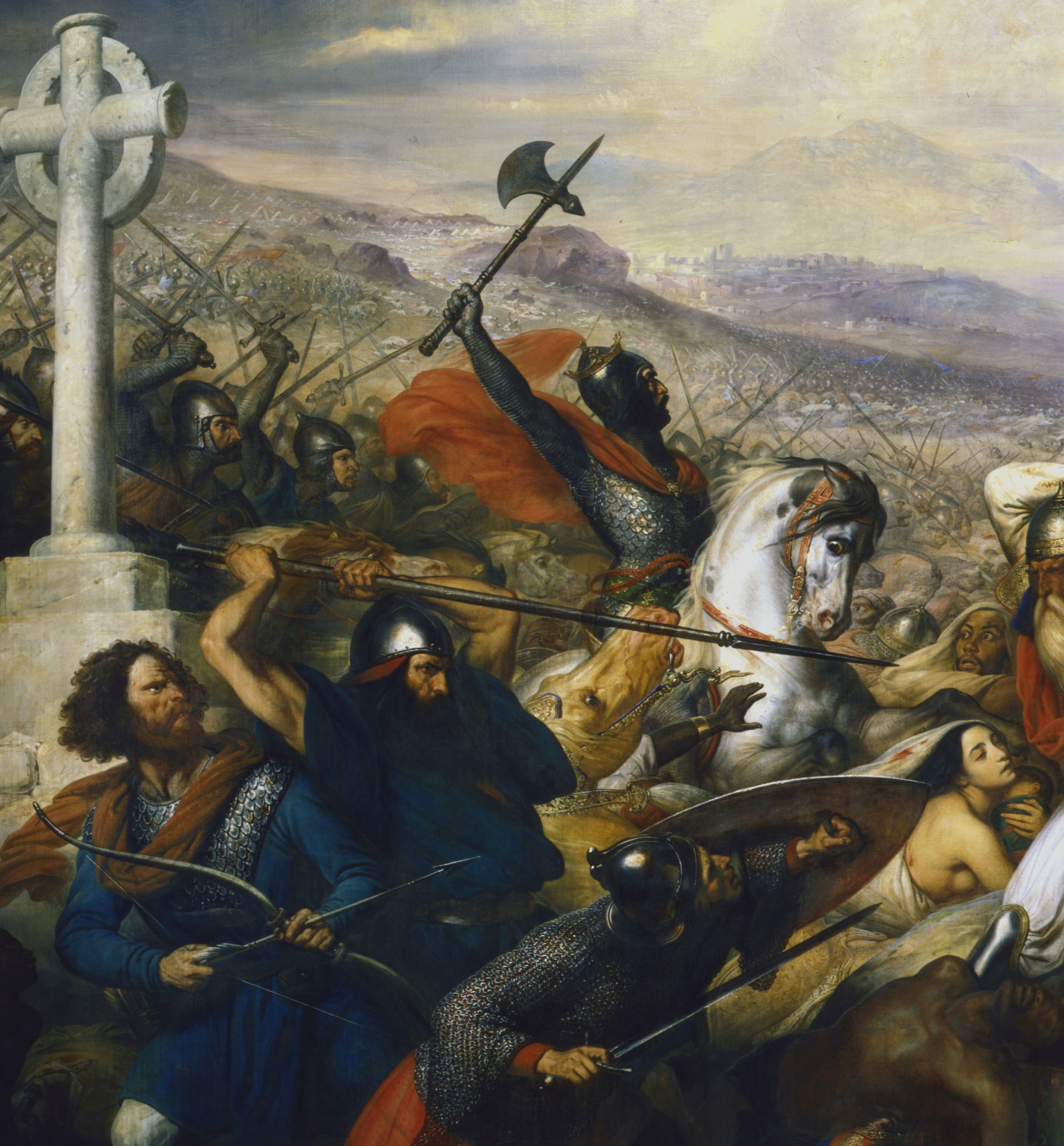
Carles Martell en la batalla de Poitiers (732).

Absent Abbo el duc Mauront de Marsella va quedar com el principal senyor del territori i va iniciar una conspiració amb altres senyors per independitzar Borgonya. Va intentar sacsejar els vincles ja ben febles que unien les poblacions de l'est de la Franciae amb el regne i amb Carles Martell. Es va aliar amb els altres governadors. Tots aquestos senyors tramaren un complot en l'esperança que Carles, llavors ocupat de diferents guerres, bé contra els pobles de Germània, bé contra els aquitans, o bé contra els Sarraïns, es veuria impossibilitat d'impedir-los crear un regne independent.
El 733, quan Carles Martell va llançar una ofensiva al Lionès i Provença va guanyar, mitjançant concedir càrrecs estratègics, el suport d'alguns grans aristòcrates de la regió. Entre ells es trobava Abbó i seria lavors quan hauria rebut el nomenament com a dux, mentre els nobles hostils van abandonar la seva conjura i es van declarar sotmesos a Carles, però només van simular sotmetre's. Estaven decidits a sostreure's a qualsevol preu a l'obediència deguda a Carles Martell i al seu rei, i van formar una lliga secreta amb Yússuf ibn Abd-ar-Rahman al-Fihrí, governador de la Septimània pels sarraïns (després valí de l'Àndalus) a finals del 734 o el 735).

#### de nou el perill sarraí (735 a 738)

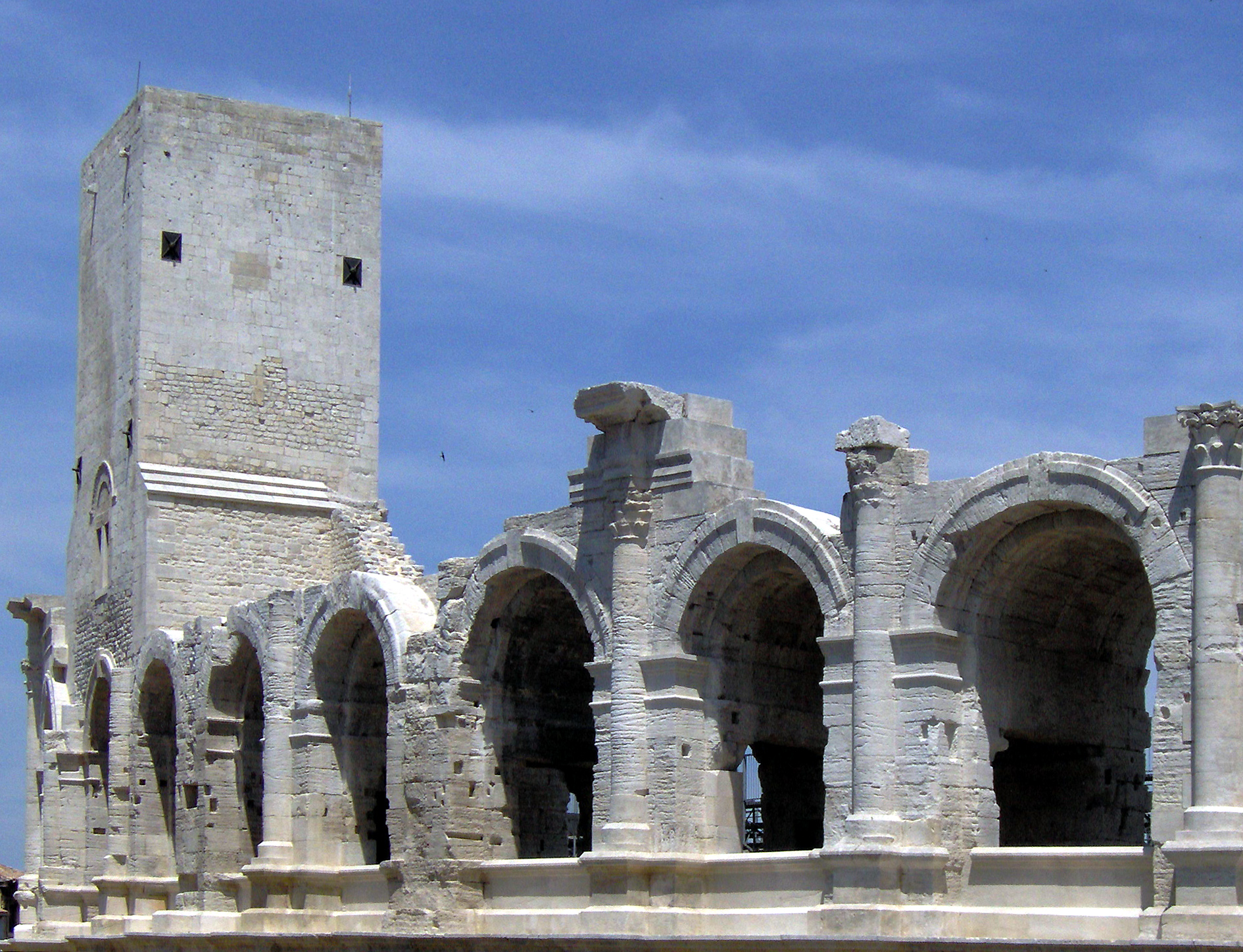
A conseqüència d'aquestes guerres les ciutats i els pobles es transformaren en fortaleses. Una de les torres de l'amfiteatre d'Arle.

El 735, Mauront va aconseguir l'ajuda als sarraïns de Yússuf ibn Abd-ar-Rahman al-Fihrí, aleshores valí de Narbona que van envair la zona. Llavors Carles Martell va fer la pau amb Hunald, fill del duc Eudes d'Aquitània i el 736 va marxar ràpidament contra aquests rebels i els seus aliats. Amb el seu germà Khildebrand I, va sotmetre en poc temps tot el país des de Lió fins a Marsella i Arle i es va ocupar de nou de la seva seguretat. Després, va marxar a combatre una revolta dels saxons.
El 737, Mauront, aprofitant la marxa de Carles, es va revoltar obertament i va lliurar Avinyó i Arle a Yússuf ibn Abd-ar-Rahman al-Fihrí. Les ciutats d'Usès, de Viviers, de Valença, de Viena, de Lió i alguns altres, foren atacades. Les esglésies destruïdes, els monestirs arruïnats, les ciutats saquejades, les cases saquejades, i els castells enderrocats, i un nombre infinit de persones foren massacrades.
Però, el 739, Khildebrand, reforçat pels longobards, va guanyar una victòria decisiva prop Avinyó i els sarraïns foren rebutjats cap a Septimània.
Abbó va ajudar a Carles Martell i Khildebrand I en la campanya contra Mauront de 736 a 739 a la vall del Roine i els Alps. Mauront es va refugiar al seu torn als Alps. Després d'haver vençut als rebels i els seus aliats àrabs, Carles Martell va establir definitivament, el 739, la seva autoritat sobre Borgonya i Provença. Va confiar el poder a Abbó en una gran part d'aquestos territoris.

#### Patrice o duc del Vienès i de Provença
Abbon fou nomenat llavors patrici o duc de Provença i es va beneficiar de nombrosos béns confiscats en aquesta ocasió. Segons F. Moyran-Gattefossé, que cita Georges de Manteyer, al segle viii, el patrici Abbó administrava tots els Alps del Sud: la Mauriena, la Tarentàsia, el Gresivaudan, el Vienès, el Mâconnais, l'Embrunès, el Gapencès (Gapençais), l'Ubaye (vall d'Ubaye), Vaison, els països de Sisteron, Marsella, Arle, Toló, Riez, Die, Apt i Cavaillon. La llista dels seus dominis va augmentar quan va conquerir, respectant així una de les últimes voluntats del rei Teodoric IV, les terres de Rieulfe, Robdal i del clergue Maureng, nobles del Migdia que estaven aliats amb els sarraïns. Bé que Abbó no era un membre de la família de Carles Martell, la seva manca d'hereus va empènyer aquest darrer a donar-li el màxim de títols i de terres que pensava poder recuperar a la seva mort. Els seus orígens gal·loromans permetien assegurar una transició que donaria lloc a la implantació de comtes sovint d'orígens francs. En la llista de patricis de Provença (Ansedert, Nemfidi, Antenor, Metranus i Abbon) no hi figura Mauront, segurament perquè el seu càrrec era de duc i no de patrici.

### el seu testament (739)

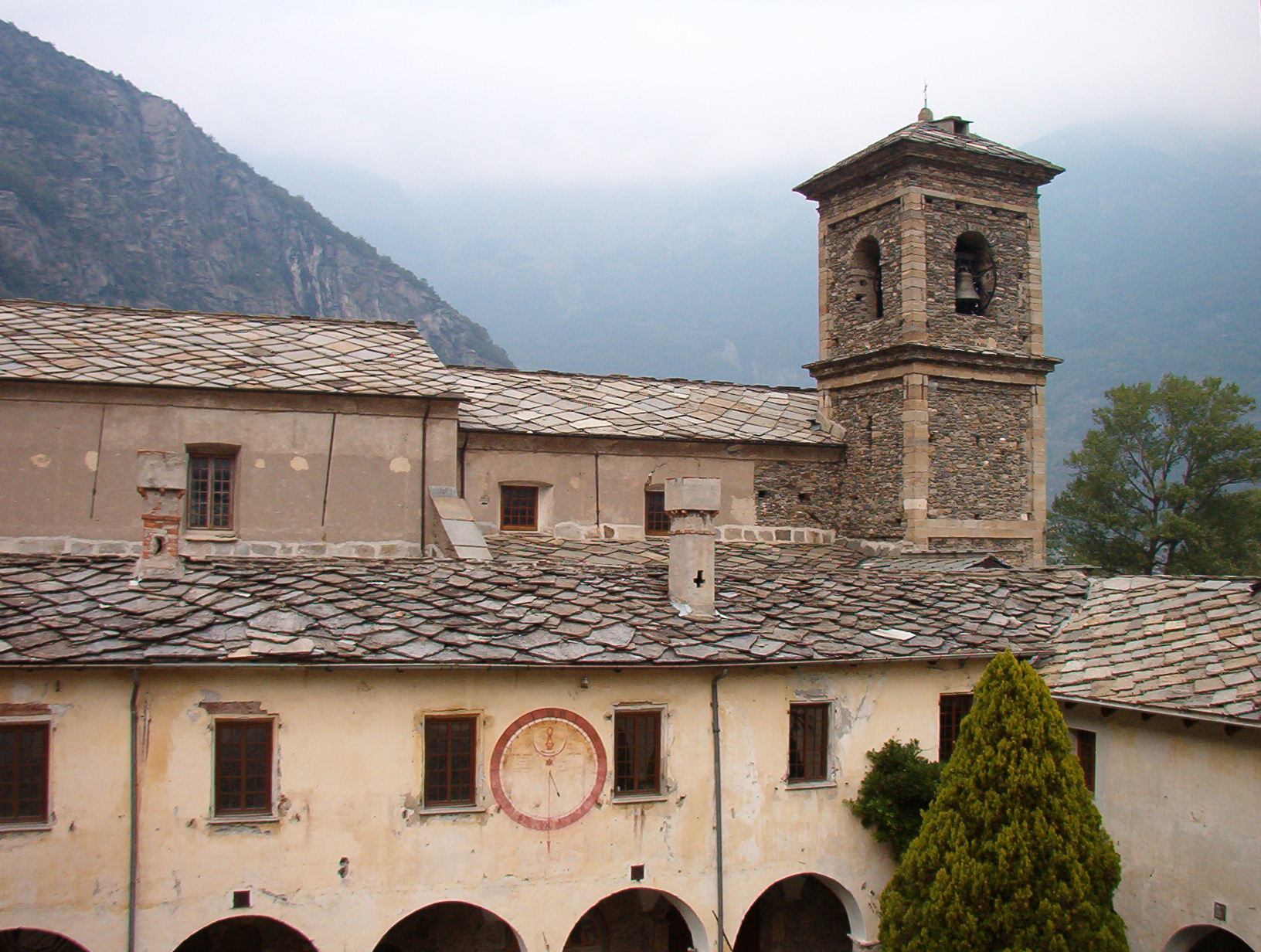
L'abadia de la Novalaise, destruïda el 906, que fou reconstruïda.

La reorganització administrativa de Borgonya es va traduir per l'aparició d'alguns actes escrits, com ho testimonia el famós testament d'Abbó, que constitueix un dels primers documents sobre l'economia rural de la Borgonya-Provença. L'autor es refereix al dret pretorià que va tenir una gran importància en la formació del dret romà. El dret resta romà al sud-est de França. Certs dominis foren sempre de descendents dels gal·loromans. Els francs i els seus aliats hi van construir molt poques fortaleses.
Al costat de grans dominis latifundistes (curtes), Abbó posseïa principalment nombroses petites explotacions aïllades (colonicæ), cultivades per pagesos amb estatuts diversos: lliures (ingenui), colons (colonicæ), arrendataris (inquilini), alliberats (liberti), serfs (servi) o esclaus (mancipia). No es diu enlloc que alguns dels seus dominis estiguessin a les mans dels sarraïns. Com que no tenia hereus els beneficiaris d'Abbó foren monestirs i esglésies, i especialment l'abadia de Novalaise.
Certament Abbó, en aquest document signat el 5 de maig del 739, parla de la desgràcia dels temps i de la desolació de les províncies que administrava i en les que era propietari. Havia hagut d'ajudar els seus esclaus i als seus alliberats a refugiar-se als principats veïns. No obstant això al seu testament els demana que tornin als seus pobles i ciutats devastats pels sarraïns. Aquest acte testimonia l'amplitud de les possessions d'aquest aristòcrata. S'estenien del Mâconnais fins a Itàlia del Nord i Provença. Aquest testament descriu les seves possessions, cinc pagi, de les quals Joseph Roman va fer la llista:
- Gratianopolitanus, Grésivaudan, amb l'Oisans i La Grave;
- Briantinus, Briançonnais: tot el districte de Briançon qui comprend Annavasca (Nevacha), Aquisiana (riu Guisane), Garonna (Gironde actualment Vallouise) i la vall del Queyras;
- Ebredunensis, districte d'Embrun (Ambrun), excepte Orcières i Chorges, més Barceloneta i Seyne;
- Rigomagensis, Chorges;
- Vapincessis, Gap i una part dels Baixos Alps i de l'Isèra.

Abbon llegava en particular a l'abadia de la Novalaise béns considerables situats en els "pagi" de Grenoble, Viena, Briançon, Ambrun, Gap i Dia. Les seves donacions seran confirmades de manera successiva per Carloman I, a Nimega, el 26 de juny del 770, i per Carlemany a Quierzy, el 25 de març de 773. L'emperador Lluís I el Pietós va confirmar igualment aquestes donacions a petició de l'abat Frodoinus a Aquisgrà, el 814.

### Després de la seva mort

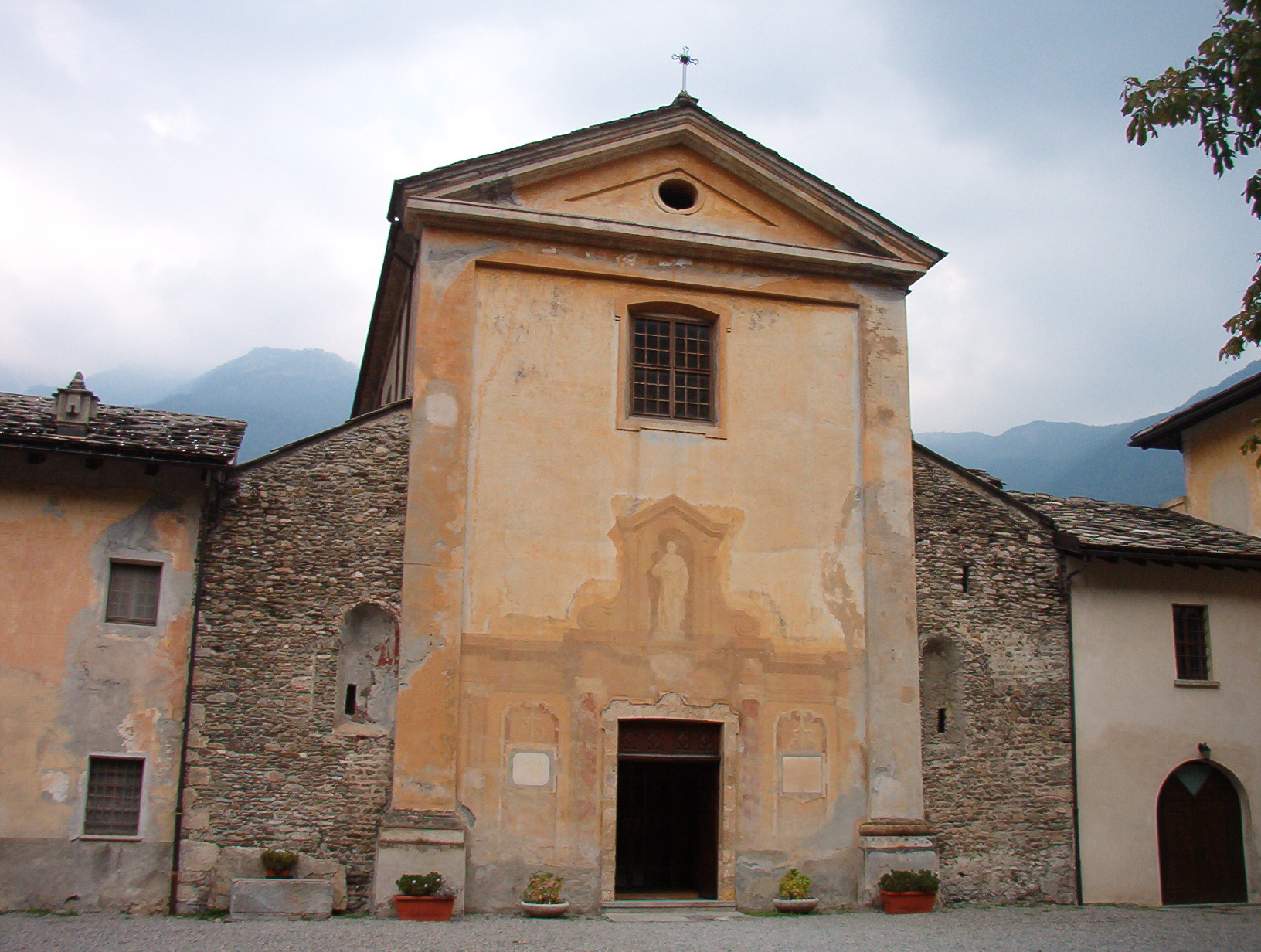
L'abadia de la Novalaise.

No sabem quan i on va morir ni on fou enterrat. Després d'Abbó el patriciat fou suprimit per Pipí I el Breu. Però aquest títol potser ja havia estat més o menys reemplaçat des de 736, pel més franc de duc.
L'abadia de la Novalaise serà incendiada el 906 per bandes sarraïnes, però els monjos es podran refugiar a Torí amb 6.000 manuscrits. Després de l'incendi, les possessions de la Novalaise foren compartides. L'abadia Sant Laurent d'Oulx en va rebre la major part, la resta va anar a l'abadia Saint-Pierre de Breme, diòcesi de Pavia, de la qual dependrà el monestir del Monêtier i Puei-Sant Peire fins al segle xvi.
El comte Bisardó seria un dels seus descendents.
Un estudi recent, L'Armorial Haut-Alpin, assenyala que els Abbo, la família més antiga de Gap, descendeixen d'un Abo que vivia al segle xi, i serien els descendents d'Ab(b)o o més aviat d'un parent (ja que Abbó no va deixar fills). Aquesta obra, força documentada, cita a Georges de Manteyer, que els vincula a la gens Abbo, coneguda per Ferriol el 634 i Abbó.